# Investimento financeiro
Em economia e finanças, investimento financeiro é a aquisição de um ativo financeiro, tal como ações, commodities, moeda estrangeira, etc., sendo uma área de investimentos específica destinada às finanças pessoais e à educação financeira. São amplamente buscados por pessoas físicas, mas também por pessoas jurídicas, em instituições como bancos e corretoras de valores, sendo que em alguns casos o interessado também pode efetuar a aplicação individualmente, como na compra e venda de ações e de moeda estrangeira. 

## Objetivo
O principal objetivo de um investimento financeiro é repor o valor de compra da moeda perdido com a inflação, que é outro fator importante a ser considerado, mas sendo também largamente possível a obtenção de lucro. As aplicações podem ser classificadas segundo vários critérios, tais como: tipo de renda (renda fixa ou renda variável), risco (alto, médio ou baixo risco), prazo (curto, médio ou longo prazo), liquidez (alta ou baixa), entre outros, os quais o investidor deve analisar e comparar, para ver o que se encaixa melhor seus projetos pessoais, suas necessidades, etc. Outro item importante a ser analisado é a tributação que incidirá sobre cada tipo de investimento.
São exemplos de investimentos financeiros:
- Ações, que são títulos de participações em empresas;
- Caderneta de poupança;
- Certificado de depósito bancário (CDB), que são títulos de dívidas de bancos;
- Debêntures, que são títulos de dívidas de empresas;
- Dólar, ou outra moeda estrangeira;
- Fundo Multimercado;
- Letra de câmbio;
- Letra de crédito do agronegócio (LCA);
- Letra de Crédito Imobiliário (LCI), que são títulos de empréstimo a fundos habitacionais;
- Ouro;
- Previdência privada;
- Recibo de depósito bancário (RDB);
- Tesouro Direto, que são títulos de dívidas do Governo Federal (Brasil);
- Título de capitalização.

Todo esse "ambiente" em que ocorrem estas aplicações é conhecido como mercado financeiro. Levando-se em conta um sentido mais amplo, esta área pode envolver também outros ramos como o mercado imobiliário, o empreendedorismo, etc.

## Diferença entre investimento e especulação
Muitos apontam uma distinção entre investir e especular, o que se dá pelo fato de que algumas modalidades de investimentos não se constituírem por uma análise aprofundada de todas as questões econômicas envolvidas, sendo simplesmente o ato de comprar um ativo por determinado preço apostando que ele se valorize no futuro, para então vendê-lo, geralmente no curto prazo. 
Um exemplo é a compra de ações na bolsa de valores: investir em ações seria, então, comprá-las fazendo um estudo aprofundado de toda a situação financeira das empresas, para entender o que traria melhores dividendos no futuro, enquanto que especular seria comprá-las apenas considerando o preço da compra, esperando um momento de preço maior para vender. Também acontece com a compra e venda de imóveis, moedas, etc.
As especulações também são realizadas com bastante frequência em períodos de boatos sobre as eleições, os especuladores  utilizam de informações disponíveis na mídia(na maioria das vezes boatos) e antecipam-se em relação à maioria dos investidores, dessa forma, eles esperam lucrar com a diferença de preços entre a compra e a venda de um ativo em um curto período de tempo. 